# آن سانت كلير رايت
آن سانت كلير رايت (بالإنجليزية: Anne St. Clair Wright)‏ هي رسامة أمريكية، ولدت في 1910، وتوفيت في 1993.